# Omri
Omri (în ebraică:עמרי "Domnul este viața mea.") a fost un rege al regatului evreiesc Israel, comandant militar de succes și creatorul dinastiei Omri (Omride).
1. 1 2   http://timeline.biblehistory.com/event/omri Lipsește sau este vid: |title= (ajutor)